# Jagdstaffel 87
Jagdstaffel 87 -  Königlich Preußische Jagdstaffel Nr. 87 - Jasta 87 – jednostka lotnictwa niemieckiego Luftstreitkräfte z okresu I wojny światowej. 

## Informacje ogólne
Jednostka została utworzona formalnie w 3 listopada 1918 roku z Kest 7 (Kest 7 została utworzona 7 lutego 1917 roku). Nie zachowały się pełne dane, kto dowodził jednostką w jakim okresie. Jednostka jako eskadra typowo myśliwska nie weszła do działań bojowych z powodu ogłoszonego zawieszenia broni, a następnie kapitulacji Niemiec. W jednostce służył Karl Bohny.